# 쉬니게 플라테 철도
쉬니게 플라테 철도(독일어: Schynige Platte-Bahn, SPB)는 스위스 베른주 베르너 오버란트 지방의 빌더스빌과 쉬니게 플라테 사이를 연결하는 등산철도이다. 융프라우 지방에 노선망을 전개하는 융프라우 철도 그룹의 베르너 오버란트 철도 노선 중 하나이지만, 통칭 ‘쉬니게 플라테 철도’라고 불리고 있다. 1893년에 개통한 등산 전차로 표고차 약 1,380m 거리를 50분 만에 연결하고 있다.
빌더스빌은 인터라켄 인근 마을로 툰 호수와 브리엔츠 호수에 가깝다. 해발 1,967m의 쉬니게 플라테에서는 아이거, 묀히, 융프라우를 비롯해 베른 알프스의 전망이 펼쳐진다. 쉬니게 플라테역 부근에는 약 600종류의 고산 식물이 재배되고 있는 스위스 유수의 쉬니게플라테 고산식물원이 있다.
2016년부터 스위스 트래블 패스를 가지고 있으면, 추가 요금 없이 이용할 수 있는 구간이 되어, 여행자 편의가 높아졌다. 매년 여러 번 120년 이상의 전통을 계승한 증기기관차가 특별 운행되고 있다.

## 역사
- 1890년 면허 취득, 9월 16일에 회사 설립.
- 1891년 착공.
- 1893년 5월 5일에 초대 손님용으로 선행하여 개업 운전을 시작해 6월 14일부터 정식으로 일반 영업 개시.
- 1896년 베르너 오버란트 철도의 1노선이 된다.
- 1914년 전기공사를 실시. 5월 9일부터 전기 운전 개시.
- 1928년 쉬니게플라테 고산식물원이 영업 개시.
- 1964년 벵에른알프 철도에서 4량의 기관차를 양도받는다.
- 1970년 벵에른알프 철도에서 추가로 2량의 기관차를 양도받는다.
- 1978년 벵에른알프 철도에서 다른 기관차를 양도받는다.
- 2001년 쉬니게 플라테의 테디랜드가 영업 개시.

## 전차 차량
쉬니게 플라테 철도는 빌더스빌에서 인터라켄~그린델발트/라우터브루넨 사이를 연결하는 베르너 오버란트 철도에 연결한다. 노선의 총연장은 약 7km로, 궤간은 800mm의 랙식 철도이다. 랙 레일은 리겐바흐식으로, 고도차 약 1380m, 최대 구배 250퍼밀의 구간을 올라간다.
동절기는 운행을 쉬고, 통상은, 5월말~여름~10월 중순까지 운행한다. 라우터브루넨~클라이네 샤이덱~그린델발트 사이를 운행하는 벵에른알프 철도에서 이적한 차량을 소유하고 있으며, 개업 당시부터 증기기관차도 계속 사용하고 있다.
현재 사용하고 있고, 최근까지 사용했던 차량에는 다음과 같은 것들이 있다:
| No. | 이름                    | Arms | 유형   | 전원  | 무게        | 제조사     | 날짜 | With SPB  | 비고 |
| --- | ----------------------- | ---- | ------ | ----- | ----------- | ---------- | ---- | --------- | --- |
| 5   |                         |      | H 2/3  |       | 13t / 16.7t | SLM        | 1894 | 1894-     | 증기기관차 (0-4-2RT). 노선의 상부 구간에 전차의 계절별 설치 또는 제거에 사용. 또한 소수의 대중 열차를 운행하며 전세 열차에도 이용할 수 있다. |
| 11  | Wilderswil              |      | He 2/2 | 220KW | 16.3t       | SLM/BBC    | 1914 | 1914-     | 2014년 이후 짙은 회색으로 페인팅 |
| 12  | (Gsteigwiler)           |      | He 2/2 | 220KW | 16.3t       | SLM/BBC    | 1914 | 1914-     | 1913년 10월 쉬니게 플라테 노선에서 첫 번째 전차를 시범 운영하였다. 새로 단장하여 그 시기를 대표하는 색상표를 가지고 있다.                    |
| 13  | Matten                  |      | He 2/2 | 220KW | 16.3t       | SLM/BBC    | 1914 | 1914-     | |
| 14  | (Gündlischwand)         |      | He 2/2 | 220KW | 16.3t       | SLM/BBC    | 1914 | 1914-     | |
| 15  |                         |      | He 2/2 | 220KW | 16t         | SLM/Alioth | 1910 | 1964–1992 | 원래는 WAB 55, 1992년 WAB로 복귀한 라우터브루넨 전차, 뮌헨슈타인 BL에 있는 1997년 기념물 WAB 55(구 Alioth 공장).                             |
| 16  | Anemone                 |      | He 2/2 | 220KW | 16t         | SLM/Alioth | 1910 | 1964-     | 원래는 WAB 56 |
| 17  |                         |      | He 2/2 | 220KW | 16t         | SLM/Alioth | 1910 | 1964–1996 | 원래는 WAB 57, withdrawn 1996 |
| 18  | (Krokus) Gündlischwand  |      | He 2/2 | 220KW | 16t         | SLM/Alioth | 1910 | 1964-     | 원래는 WAB 58 |
| 19  | Flühbluhme              |      | He 2/2 | 220KW | 16t         | SLM/Alioth | 1911 | 1964-     | 원래는 WAB 59 |
| 20  | (Edelweiss) Gsteigwiler |      | He 2/2 | 220KW | 16t         | SLM/Alioth | 1911 | 1970-     | 원래는 WAB 60 |
| 61  | Enzian                  |      | He 2/2 | 220KW | 16t         | SLM/Alioth | 1912 | 1991      | 원래는 WAB 61, 1970 ~ 1981 사이엔 SPB 21번, 1992년 개조                                                                                      |
| 62  | Alpenrose               |      | He 2/2 | 220KW | 16t         | SLM/Alioth | 1912 | 1989-     | 원래는 WAB 62, 1989년 개조 |
| 63  | (Silberdistel)          |      | He 2/2 | 220KW | 16t         | SLM/Alioth | 1912 | 1996-     | 원래는 WAB 63, 1996년 개조 |

## 같이 보기
- 스위스 철도